# Progressiva partiet (Vermont)
Vermont Progressive Party är ett vänsterorienterat, socialliberalt/socialdemokratiskt parti som verkar endast i den amerikanska delstaten Vermont. Partiet anses politiskt stå till vänster om såväl demokrater som republikaner men har en bred och något oklar spännvidd. Partiet har sedan valen 2010 närvarande fem platser i Vermonts representanthus, två i delstatssenaten samt posten som borgmästare i delstatens största stad, Burlington, men inga mandat på federal nivå. Bernie Sanders, en av Vermonts två senatorer, har förklarat sig stå nära partiet ideologiskt, även om han officiellt bär beteckningen partilös eller ”oberoende demokratisk socialist”. Partiet grundades 1999 med rötter i Sanders tid som borgmästare i Burlington 1981-1989.

## Valresultat
| år   | guvernörskandidat | röster             | procent            |
| ---- | ----------------- | ------------------ | ------------------ |
| 2000 | Anthony Pollina   | 28 116             | 9,58               |
| 2002 | Michael Badamo    | 1 380              | 0,60               |
| 2004 | Martha Abbott     | ingen kandidat     | ingen kandidat     |
| 2006 | ingen kandidat    | ingen kandidat     | ingen kandidat     |
| 2008 | Anthony Pollina   | 69 791             | 21,87              |
| 2010 | Martha Abbott     | återbud före valet | återbud före valet |
| 2012 | Martha Abbott     | återbud före valet | återbud före valet |
| 2014 | ingen kandidat    | ingen kandidat     | ingen kandidat     |
| 2016 | ingen kandidat    | ingen kandidat     | ingen kandidat     |
| 2018 | ingen kandidat    | ingen kandidat     | ingen kandidat     |
| 2020 | David Zuckerman   | 99 214             | 27,35              |